# Manuel Müller (Biathlet)
Manuel Müller (* 31. Mai 1989 in Kempten (Allgäu)) ist ein ehemaliger deutscher Biathlet.
Manuel Müller, der für den SC Oberstdorf startet, begann schon mit sechs Jahren mit dem Skilanglaufsport. Nach sieben Jahren Skilanglauf begann der damals 13-Jährige mit dem Biathlon in Nesselwang unter Manfred Rauscher, der schon Michael Greis trainiert hat. Von Beginn an konnte Manuel Müller Erfolge in der Deutschen Schülercup Serie verbuchen. In der Gesamtwertung des Deutschen Schülercups S14 und S15 wurde Müller jeweils Zweiter. Seit August 2008 gehört er dem Zoll-Ski-Team an. Trainiert wird er von Bernhard Kröll und seit 2010 von Andreas Stitzl als Nachfolger von Engelbert Sklorz, zu seinen Trainingskolleginnen zählen unter anderem Magdalena Neuner, Miriam Gössner und früher Martina Beck. Ab der Jugend/Juniorenweltmeisterschaft 2008 in Ruhpolding bis März 2010 gehörte Manuel Müller dem C-Kader des Deutschen-Skiverbandes an. Ab April 2010 war Manuel Müller Mitglied im B-Kader des DSV (Deutscher-Skiverband) und damit Teil der IBU-Cup Mannschaft.
Müller gewann bei der Juniorenweltmeisterschaft 2008 in Ruhpolding bei der Jugend im Einzel und der Verfolgung jeweils hinter dem Franzosen Ludwig Ehrhart die Silbermedaillen. Dabei konnte er sich im Verfolgungsrennen vom 17. Rang im Sprint noch auf den Medaillenrang verbessern. Mit der Juniorenstaffel in der Besetzung Schempp, Müller, Peiffer und Graf gewann er die Bronzemedaille. 2009 gewann er im kanadischen Canmore bei seinem einzigen Start den Titel im Einzel. 2010 gewann er in Torsby den Titel im Verfolgungsrennen, nachdem er schon im Sprint hinter Jewgeni Petrow Silber gewonnen hatte. An der Seite von Tom Barth, Johannes Kühn und Benedikt Doll gewann er zudem als Schlussläufer mit fehlerfreier Leistung Gold im Staffelwettbewerb. 2010 nahm Müller zudem an den Europameisterschaften in Otepää teil. Sowohl im Sprint als auch im Verfolgungsrennen wurde er bei den Juniorenwettbewerben Neunter. Im Einzel wurde Müller bei den Senioren eingesetzt und lief auf den achten Platz.
2013 beendete Müller seine Karriere im Biathlon-Leitungssport und ist nach Norwegen ausgewandert. Er lebt mit seiner Frau in Tønsberg im Süden des Landes.